# Moto d'aigua

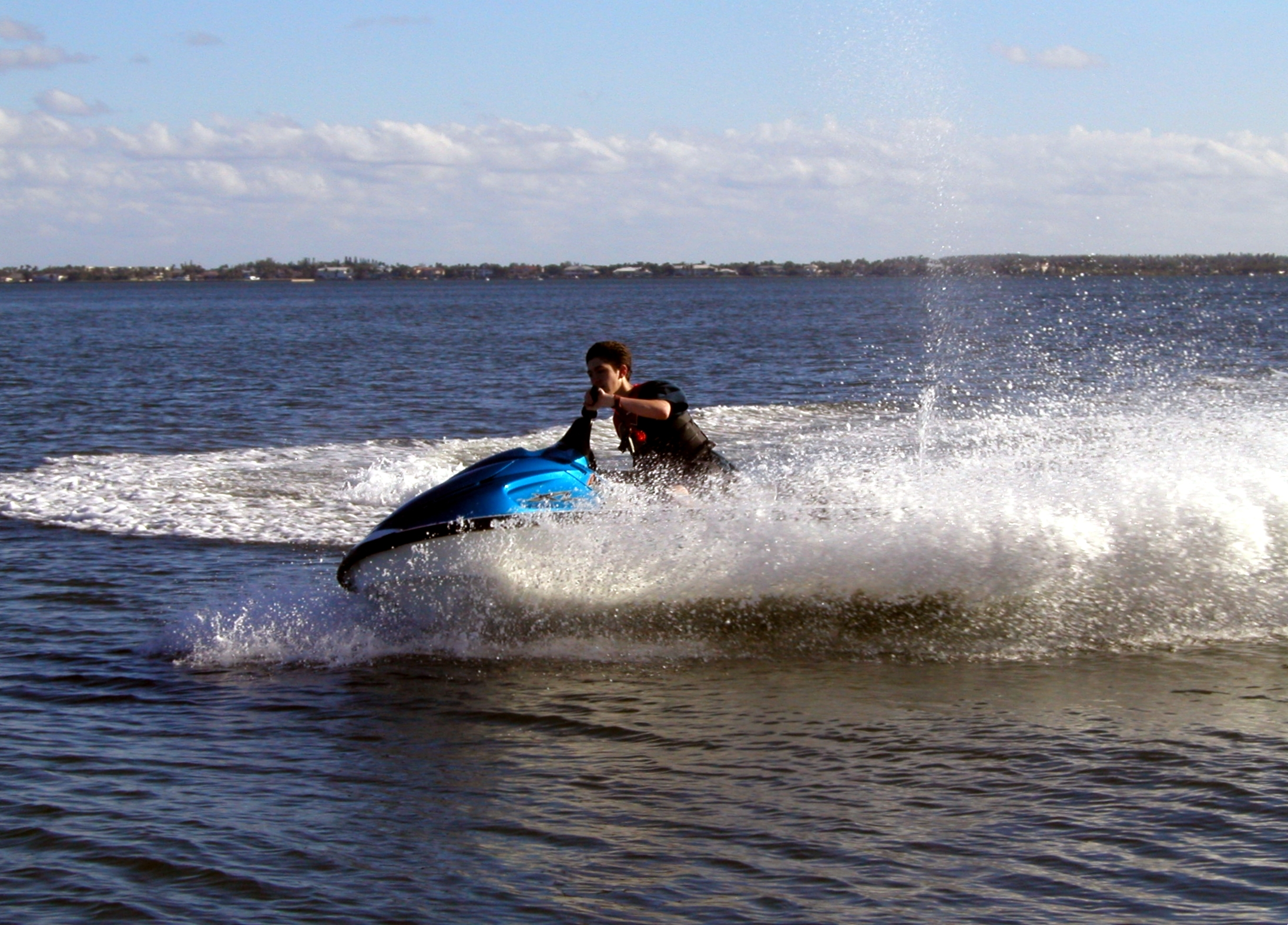
Moto d'aigua

 Les  motos d'aigua,  motos aquàtiques  o  motos nàutiques  són un tipus d'embarcació lleugera amb un sistema de conducció similar al d'una motocicleta convencional. La principal diferència de les motos d'aigua amb altres tipus d'embarcació és que no fan servir hèlix sinó que són propulsades per turbina.
Podem trobar de dos tipus - d'esbarjo o esportiu - i en dues modalitats - Jets (monoplaça) o Runabout (multi-plaça). Hi ha gran varietat de potències, des dels 50 cv. fins als 350 cv. de sèrie i  jets  de fins a 163cv. Les motos d'aigua poden ser monoplaces (conegudes com a Jets), bi-places, tri-places i fins i tot quadri-plaça.

## Fabricants de motos d'aigua

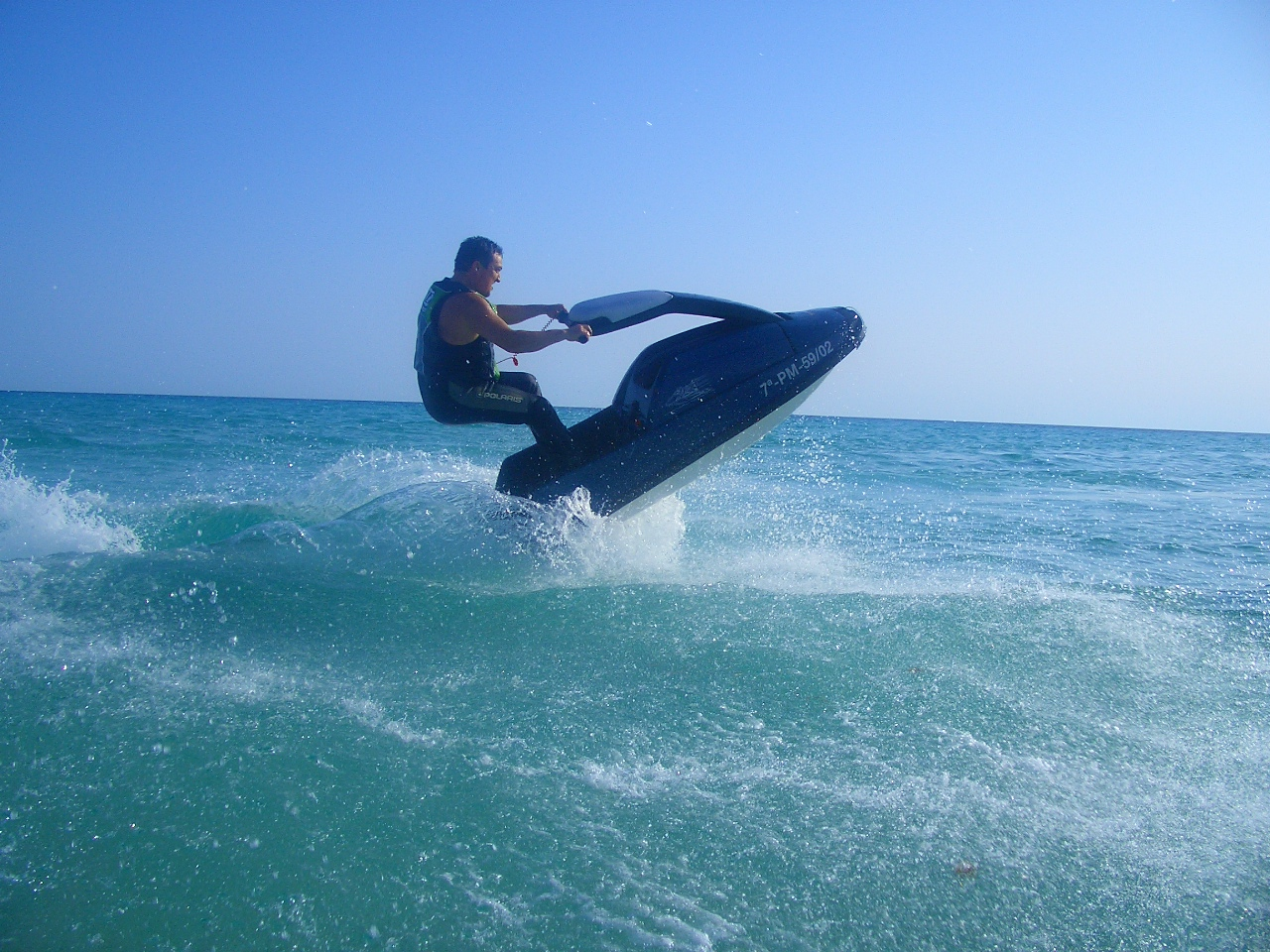
Moto d'aigua a Palma

- Yamaha  és la primera marca del mercat, amb grans prestacions i dissenyada per a una navegació òptima. Actualment està molt al dia en el món de la competició i la moto d'aigua de més cilindrada que disposen és la FZR com biplaça i FZS en triplaça, amb 1.812cc. Ambdues llançades per al 2009.
- BRP - Sigui doo , també coneguda com a Bombardier és la companyia rival. Solen estar igualades encara que actualment les Sea-Doo guanyen en potència de motor, però no en comoditat. Caracteritzades per la seva lleugeresa.
- Kawasaki
- Polaris, el 2006 va deixar de fabricar motos d'aigua, deixant aquest negoci definitivament.
- Honda (Aquatrax), l'empresa Honda no permet la col·locació de cap concessionari oficial Honda de motos aquàtiques a Europa, però sí centres distribuïdors de la seva marca.
- HSR-Benelli, empresa d'origen austríac nascuda el 2006, coneguda anteriorment com a Hydrospace ha estat la primera a i món a crear un jet de 4 Temps i portant la seva flota Run-About al límit de potència amb les seves 342cv i 2196cc. A finals de 2007 la signatura austríaca es va fusionar amb l'empresa italiana Benelli-Motors canviant el seu nom a l'actual HSR-Benelli.

## Titulació per al pilotatge
A Espanya existeixen 3 tipus de títols específics:
- Títol moto nàutica A . Per al maneig de motos de potència igual o superior a 110 cv.
- Títol moto nàutica B . Per al maneig de motos de potència inferior a 110 cv.
- Títol moto nàutica C . Per al maneig de motos de potència inferior a 55 cv.

No obstant això, des de la titulació nàutica PNB (Patró de Navegació Bàsica), ja es pot pilotar motos aquàtiques de qualsevol cilindrada.

## Medi ambient
- Les motos d'aigua han estat qualificades recentment com l'embarcació de motor més ecològica. El seu sistema de propulsió per turbina realitza un procés d'oxigenació de l'aigua. A més, la nova generació "4 Temps" de motos aquàtiques són molt silencioses. Biomarí i estudis mediambientals van ser els pioners en aquest tipus d'estudis. El projecte va ser dirigit per  Lauren Caire , assegurant que  la presència de les motos aquàtiques fan bé a les nostres aigües purificant i oxigenant els mars i aigües estancades . Seguidament altres institucions van realitzar aquest tipus de proves obtenint els mateixos resultats, però tot resultat va quedar ignorat pel govern imposant l'anomenat "Impost Verd", en el que incrementa un 14,75% sobre el preu final, dit així en l'article 34/2007 del BOE i entrant en vigor el gener de 2008.

## Modalitats de competició
- Circuit . Es basa normalment en dues mànigues, i el seu recorregut és entre boies prop de costa. Aquesta modalitat és la preferida pels espectadors, ja que poden veure tota la carrera des de la platja. El 2007 el campió d'aquesta categoria va ser Luis Portes de l'equip  JetJoker Racing .
- Resistència . En aquesta modalitat els pilots han de demostrar que estan fets. Aquesta modalitat es pot veure de dos tipus, per temps o per distància. Actualment aquesta modalitat no es practica a Espanya.
- Raid . Tracta d'una modalitat de llargs recorreguts, i sens dubte una de les favorites pels pilots espanyols. Els seus recorreguts solen estar compresos entre 60 i 80 milles. La Federació Murciana aposta durament per aquesta modalitat en els mundials, sent l'única comunitat autònoma que ha viatjat fins a l'Uruguai 2006 i Argentina 2007 per posicionar entre els millors pilots del món en aquesta modalitat.
- RallyJet . Nova modalitat al nostre país. La R.F.E.M. la va posar de prova el 2006 i avui dia és la modalitat més comuna al nostre país. El 2007 el campió d'aquesta categoria va ser José Manuel Cruzado, de l'equip  MRG Racing Team .
- FreeStyle . Modalitat individual feta per a l'espectacle. Increïbles acrobàcies realitzades amb motos aquàtiques deixen a tothom bocabadat. El Freestyle es realitza normalment amb motos d'aigua de tipus jet, encara que algun pilot s'atreveix amb les Runabout d'una plaça.
- FreeRide . Igual que la modalitat Freestyle però amb l'ajuda de les ones de la mar.